# Senat Schreiber
Der Senat Schreiber war vom 12. November 1953 bis 22. Januar 1955 die Regierung von West-Berlin.
| Amt                                  | Name                                     | Partei | Partei    |
| ------------------------------------ | ---------------------------------------- | ------ | --------- |
| Regierender Bürgermeister            | Walther Schreiber                        |        | CDU       |
| Bürgermeister                        | Walter Conrad (bis 28. Oktober 1954)     |        | FDP       |
| Bürgermeister                        | Hermann Fischer (ab 4. November 1954)    |        | FDP       |
| Senator für Arbeit und Sozialwesen   | Heinrich Kreil                           |        | CDU       |
| Senator für Bau- und Wohnungswesen   | Karl Mahler                              |        | FDP       |
| Senator für Bundesangelegenheiten    | Friedrich Haas                           |        | CDU       |
| Senator für Finanzen                 | Friedrich Haas                           |        | CDU       |
| Senator für Gesundheitswesen         | Walter Conrad (bis 28. Oktober 1954)     |        | FDP       |
| Senator für Gesundheitswesen         | Hugo Holthöfer (ab 4. November 1954)     |        | FDP       |
| Senator für Inneres                  | Werner Müller (bis 20. November 1953)    |        | parteilos |
| Senator für Inneres                  | Hermann Fischer (ab 24. November 1953)   |        | FDP       |
| Senator für Justiz                   | Valentin Kielinger                       |        | CDU       |
| Senator für Kreditwesen              | Walther Schreiber (ab 21. Dezember 1953) |        | CDU       |
| Senator für Post- und Fernmeldewesen | Hugo Holthöfer (bis 7. April 1954)       |        | FDP       |
| Senator für Post- und Fernmeldewesen | Valentin Kielinger (ab 8. April 1954)    |        | CDU       |
| Senator für Verkehr und Betriebe     | Heinz Ullmann                            |        | FDP       |
| Senator für Volksbildung             | Joachim Tiburtius                        |        | CDU       |
| Senator für Wirtschaft und Ernährung | Wilhelm Eich                             |        | FDP       |